# Georg Adlersparre (1809–1902)
Georg Adlersparre, född 28 april 1809 i Borgholm, död 28 mars 1902 i Stockholm, var en svensk militär.
Georg Adlersparre var son till landshövdingen Axel Adlersparre och Carolina Ottiliana von Arbin. Han var 1823–1828 kadett vid Krigsakademien på Karlberg och efter att ha utexaminerats blev han 1829 fänrik vid Kalmar regemente. Senare samma år blev han kornett vid Kronprinsens husarregemente och 1832 kornett vid Jämtlands hästjägarskvadron. Han befordrades här till löjtnant 1833, ryttmästare 1836 och blev 1853 major och chef för Jämtlands hästjägarkår. Adlersparre blev 1859 överstelöjtnant i armén och 1868 överste i armén. Han erhöll avsked 1875. Adlersparre blev riddare av Svärdsorden 1851 och kommendör av första klass av Sankt Olavs orden 1873.